# Endriejavas
Endriejavas je městys v západní části Litvy, v severním Žemaitsku, v Klaipėdském kraji, okres Klaipėda. Město leží 2 km na východojihovýchod od soutoku Veivirže s Vinkurė, u jižního břehu jezera Kapstatas, při silnici č. 197 Kryžkalnis – Klaipėda, necelé 2 km na sever od dálnice A1. V tomto městysu je odbočka na sever směrem k memoriálu Ablinga (vzdálen 4 km). Na východ od městysu je pohoří Endriejavo kalvagūbris (nadmořská výška chlumu u městysu je 130 m n. m., nejvyšší kóta v pohoří je nedaleký kopec Žvaginių kalnas – 148,3 m n. m.). Od roku 1943 zde stojí kostel Svatého apoštola Andrieje. Dále je zde střední škola, knihovna, pošta (LT-96035).

## Minulost městysu
V roce 1630 je zmiňován Endriejavský hvozd. Název vsi je zmiňován od počátku 18. století. V roce 1780 postaven dřevěný kostel. Od roku 1837 náležel Rietavským hrabatům Oginským. Od začátku 19. století působí farní škola. Po povstání v roce 1863 byla škola zavřena, další základní škola působí od roku 1865 (od roku 1955 již jako střední).

## Významné osobnosti
- Edvardas Turauskas (1896-1966)
- Kazimieras Vytautas Kryževičius (1930-2004)
- Pranas Piaulokas (1945-2008)